# Oecleus
Oecleus är ett släkte av insekter. Oecleus ingår i familjen kilstritar.

## Dottertaxa tillOecleus, i alfabetisk ordning[1]
- Oecleus acuta
- Oecleus addenda
- Oecleus augur
- Oecleus balli
- Oecleus biflagellata
- Oecleus bilineata
- Oecleus borealis
- Oecleus brunnea
- Oecleus campestris
- Oecleus capitulata
- Oecleus chrisjohni
- Oecleus concinna
- Oecleus cuculla
- Oecleus cucullata
- Oecleus decens
- Oecleus epetrion
- Oecleus excavata
- Oecleus fulvidorsum
- Oecleus glochin
- Oecleus jenniferae
- Oecleus lineata
- Oecleus lyra
- Oecleus martharum
- Oecleus minima
- Oecleus monolipennis
- Oecleus netrion
- Oecleus netron
- Oecleus obrieni
- Oecleus obtusa
- Oecleus palton
- Oecleus patula
- Oecleus pellucens
- Oecleus perpicta
- Oecleus pontifex
- Oecleus producta
- Oecleus quadrileneata
- Oecleus rhion
- Oecleus seminiger
- Oecleus snowi
- Oecleus subreflexa
- Oecleus teapae
- Oecleus tenella
- Oecleus troxanon
- Oecleus vates
- Oecleus venosa